# Ищите девушку
«Ищите девушку» (азерб. O qızı tapın) — советский художественный фильм.

## Сюжет
В ходе расследования автомобильной катастрофы выясняется, что погибший в ДТП связан с преступниками, которые организовали подпольный швейный цех. Работники милиции выходят на след и берут их с поличным.

## Премьера
Премьера состоялась впервые 5 июля 1971 году в Москве.

## В ролях
- Шамси Бадалбейли
- Тофик Мирзоев
- Эльданиз Зейналов
- Гамлет Ханызаде
- Сафура Ибрагимова
- Севиль Касимова
- Рамиз Меликов
- Насиба Зейналова
- Мухтар Маниев
- Агагусейн Керимов
- Гаджимурад Ягизаров
- Станислав Ковтун
- Сулейман Аскеров